# Hotel Hanza w Gdańsku
Hotel Hanza – czterogwiazdkowy, prestiżowy hotel położony w obrębie gdańskiego Głównego Miasta, nad Motławą przy ul. Tokarskiej 6. Obok mieści się XV-wieczny Żuraw. Z okien rozpościera się widok na odbudowane spichlerze na Ołowiance - „Królewski”, „Miedź”, „Panna” i „Oliwski”, oraz na marinę jachtową. Otwarcie hotelu nastąpiło 2 maja 1997, w trakcie uroczystości związanych z obchodami tysiąclecia Gdańska.

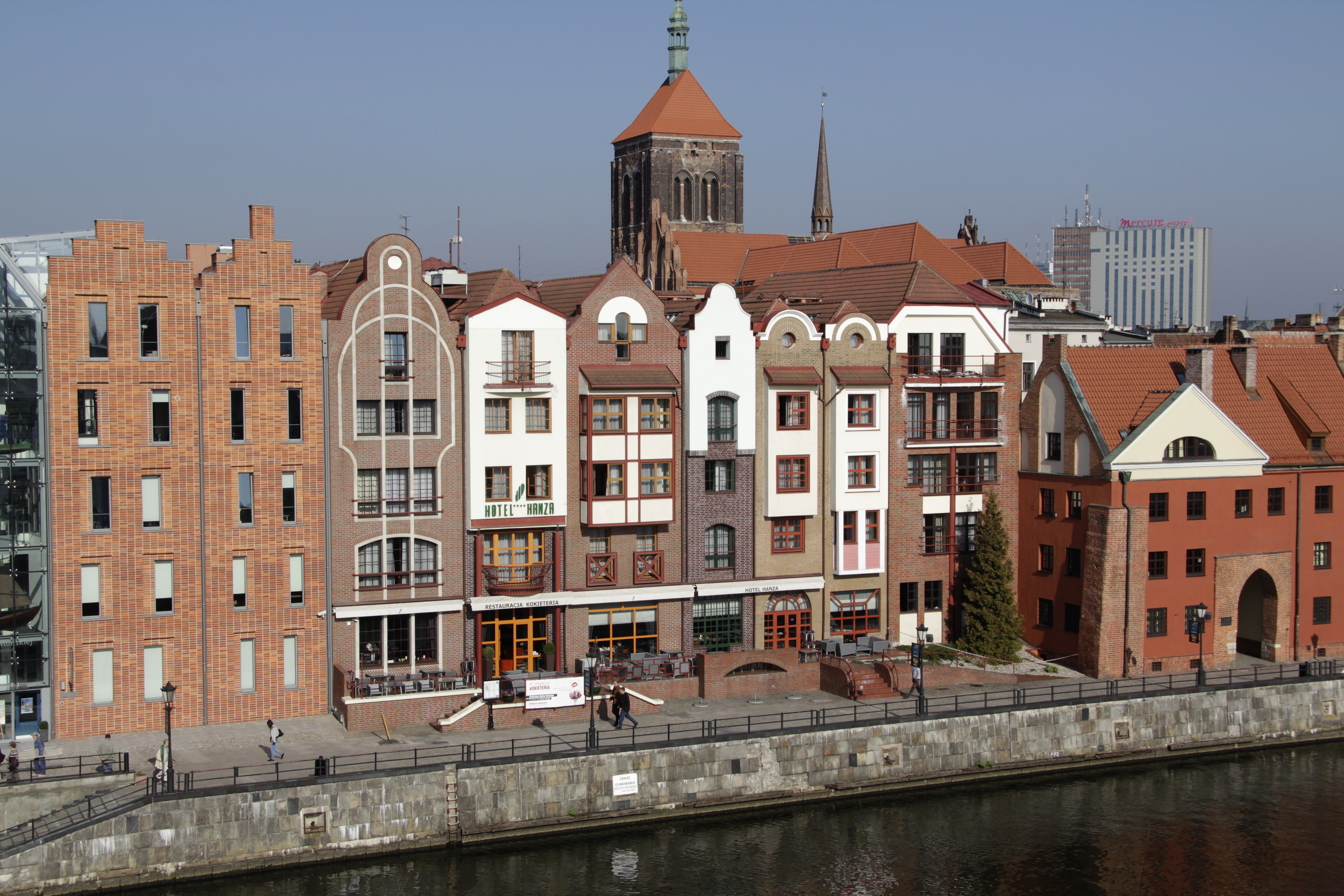
Hotel od strony Motławy

Obiekt ma elewację nawiązującą stylem do historycznej zabudowy gdańskiego Starego Miasta (średniowiecznych kamieniczek), co zostało docenione w 1998 przyznaniem nagrody Ministra Budownictwa.
W 2011 obiekt zdobył laury miesięcznika „Forbes” ósmego najbardziej prestiżowego hotelu w Polsce.